# Паметник на генерал-майор Скобелев (Казанлък)
Паметникът на генерал-майор Михаил Скобелев в град Казанлък е открит на 7 септември 2013 г. Той е единственият в света паметник на генерал Скобелев в цял ръст. Намира се на площад „Видин Даскалов“, откъдето започва емблематичната казанлъшка улица „Ген. Скобелев“.
Паметникът почита героизма на руските воини по време на Руско-турската освободителна война.
Издигането на паметника е финансирано от НД „Русофили“, със съдействието на Община Казанлък. За дата на официалното откриване е избран ежегодно провеждания събор на приятелите на Русия – 7 септември (X издание през 2013 г.), който всяка година се провежда на яз „Копринка“ и отбелязване на 135-годишнината от Руско-турската война.

## Композиция
Паметникът представлява фигура в цял ръст на руския пълководец, излята от бронз, поставена върху гранитен капител.

## Проект
За проекта на паметника служи фигурата на ген. Скобелев, дело на народния художник Ангел Спасов през 1937 г., съхранявана в Панорама „Плевенска епопея 1877 г.“. Тя представлява фигура в пълен размер с височина 2,20 м, от която е създадена реплика. Архитект на паметника в Казанлък е Венцислав Йочколовски. За изработката на паметника от скулптурата в Плевен е направена една-единствена отливка.